# Sinningia cardinalis
Sinningia cardinalis là một loài thực vật có hoa trong họ Tai voi. Loài này được (Lehm.) H.E.Moore miêu tả khoa học đầu tiên năm 1973.

## Hình ảnh

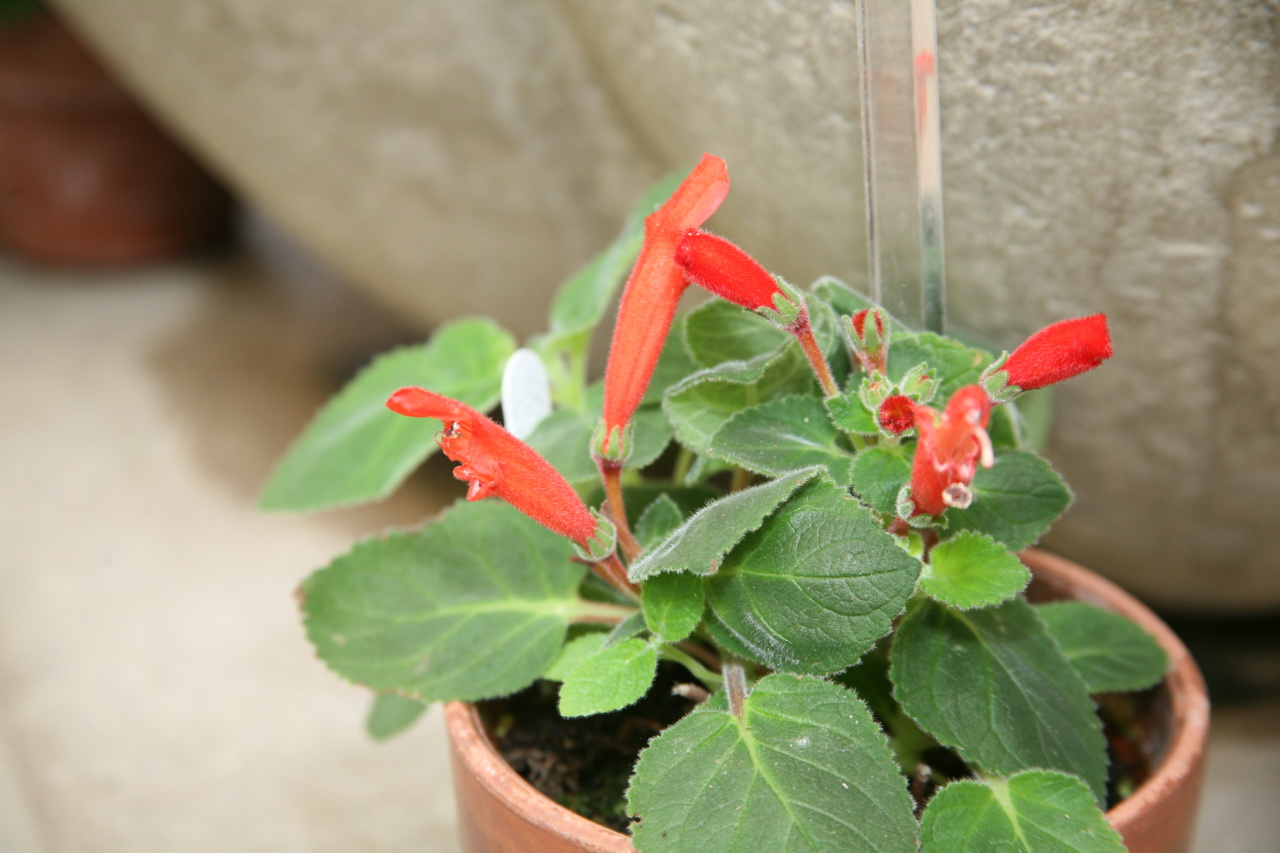
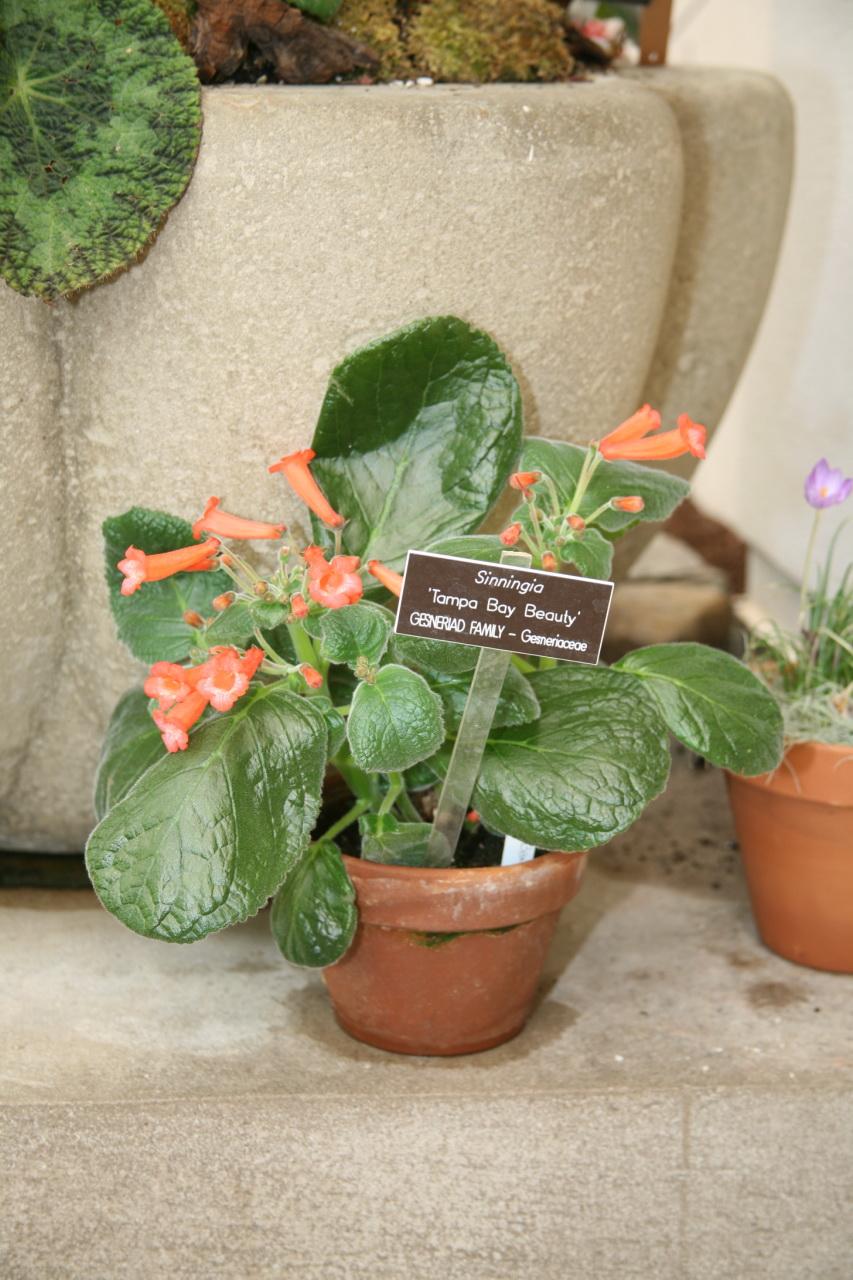